# Wowczojariwka
Wowczojariwka (ukr. Вовчоярівка) – osiedle typu miejskiego na Ukrainie, w obwodzie ługańskim, w rejonie siewierodonieckim. W 2001 liczyło 1293 mieszkańców.